# Пространство Бесова
Пространства Бесова {\displaystyle B_{p,q}^{s}(\mathbb {R} )} — полные квазиметрические пространства функций, являющиеся банаховыми при 1 ≤ p, q ≤ ∞. Названы в честь разработчика — советского математика Олега Владимировича Бесова. Эти пространства, наравне с определяемыми похожим образом пространствами Трибеля — Лизоркина, являются обобщением более простых функциональных пространств и применяются для определения свойств регулярности функций.

## Определение
Существует несколько эквивалентных определений, тут приводится одно из них. 
Пусть
{\displaystyle \Delta _{h}f(x)=f(x+h)-f(x)}
и модуль непрерывности определён как
{\displaystyle \omega _{p}^{2}(f,t)=\sup _{|h|\leq t}\left\|\Delta _{h}^{2}f\right\|_{p}.}
Пусть n будет неотрицательным целым числом, а s = n + α с 0 < α ≤ 1. Пространство Бесова {\displaystyle B_{p,q}^{s}(\mathbb {R} )} состоит из функций f таких, что
{\displaystyle f\in W^{n,p}(\mathbb {R} ),\qquad \int _{0}^{\infty }\left|{\frac {\omega _{p}^{2}\left(f^{(n)},t\right)}{t^{\alpha }}}\right|^{q}{\frac {dt}{t}}<\infty ,}
где {\displaystyle {\bar {W}}^{n,p}(\mathbb {R} )} — пространство Соболева.

## Норма
В пространстве Бесова {\displaystyle B_{p,q}^{s}(\mathbb {R} )} существует норма
{\displaystyle \left\|f\right\|_{B_{p,q}^{s}(\mathbb {R} )}=\left(\|f\|_{W^{n,p}(\mathbb {R} )}^{q}+\int _{0}^{\infty }\left|{\frac {\omega _{p}^{2}\left(f^{(n)},t\right)}{t^{\alpha }}}\right|^{q}{\frac {dt}{t}}\right)^{\frac {1}{q}}}
Пространства Бесова {\displaystyle B_{2,2}^{s}(\mathbb {R} )} совпадают с более обычными пространствами Соболева {\displaystyle H^{s}(\mathbb {R} )}.
Если {\displaystyle p=q} и {\displaystyle s} — не целое число, то  {\displaystyle B_{p,p}^{s}(\mathbb {R} )={\bar {W}}^{s,p}(\mathbb {R} )}, где {\displaystyle {\bar {W}}^{s,p}(\mathbb {R} )} — пространство Соболева.

## Теорема вложения
Пусть {\displaystyle 1<p\leqslant q<\infty }, {\displaystyle -\infty <t\leqslant s<\infty }, {\displaystyle r\in [1,\infty ]}.
Если выполнено равенство {\displaystyle s-n/p=t-n/q,} то имеет место непрерывное вложение
{\displaystyle B_{p,r}^{s}(\mathbb {R} ^{n})\subset B_{q,r}^{t}(\mathbb {R} ^{n}).}
Если {\displaystyle s=n/p+t}, {\displaystyle t>0} и выполнено хотя бы одно из двух условий: {\displaystyle r=1} или {\displaystyle t} не целое число, — то верно вложение
{\displaystyle B_{p,r}^{s}(\mathbb {R} ^{n})\subset C^{t}(\mathbb {R} ^{n}).}

Замечание: при {\displaystyle s<0,\ q\neq 1} пространство {\displaystyle B_{p,r}^{s}(\mathbb {R} ^{n})} можно понимать как пространство, сопряженное к {\displaystyle B_{p',r'}^{s'}(\mathbb {R} ^{n})}, где {\displaystyle s'=-s,\ 1/p+1/p'=1,\ 1/r+1/r'=1.}

## Интерполяция пространств Бесова
Пусть  {\displaystyle s_{0},s_{1}\in \mathbb {R} }, {\displaystyle s_{0}\neq s_{1},\ p\in (1,\infty )}, {\displaystyle q_{1},q_{2},q\in [1,\infty ],\ \theta \in (0,1)}. 
Тогда для интерполяционных пространств верно следующее равенство
{\displaystyle \left(B_{p,q_{1}}^{s_{0}}(\mathbb {R} ^{n}),B_{p,q_{2}}^{s_{1}}(\mathbb {R} ^{n})\right)_{\theta ,q}=B_{p,q}^{(1-\theta )s_{0}+\theta s_{1}}(\mathbb {R} ^{n}).}